# Raymond Devos
Pour les articles homonymes, voir Devos.
Raymond Devos (prononciation /dəvos/ ), né le 9 novembre 1922 à Mouscron en Belgique et mort le 15 juin 2006 à Saint-Rémy-lès-Chevreuse (Yvelines), est un humoriste français.
Sa notoriété puis sa célébrité sont dues à son talent de créateur et de conteur d'histoires débonnaire, tissant entre eux de subtils jeux de mots, souvent amplifiés par l'expressivité marquée d'ingénuité d'un mime, autour de paradoxes cocasses, de truculentes perspectives de non-sens, le spectateur étant maintenu dans le registre de la dérision et de l'autodérision.

## Biographie

### Enfance
Raymond Devos naît en novembre 1922 à Mouscron, en Belgique, mais il est de nationalité française. Il est le fils de Louis Devos, industriel dans le domaine du textile à Tourcoing, ruiné, devenu expert-comptable à Paris, et d'Agnès Martin, mère au foyer originaire de la région de Vitré . Le couple Devos a d’abord six garçons, dont un meurt en bas âge, puis une fille. Raymond voit le jour au château des Tourelles, un élégant château blanc, propriété paternelle.

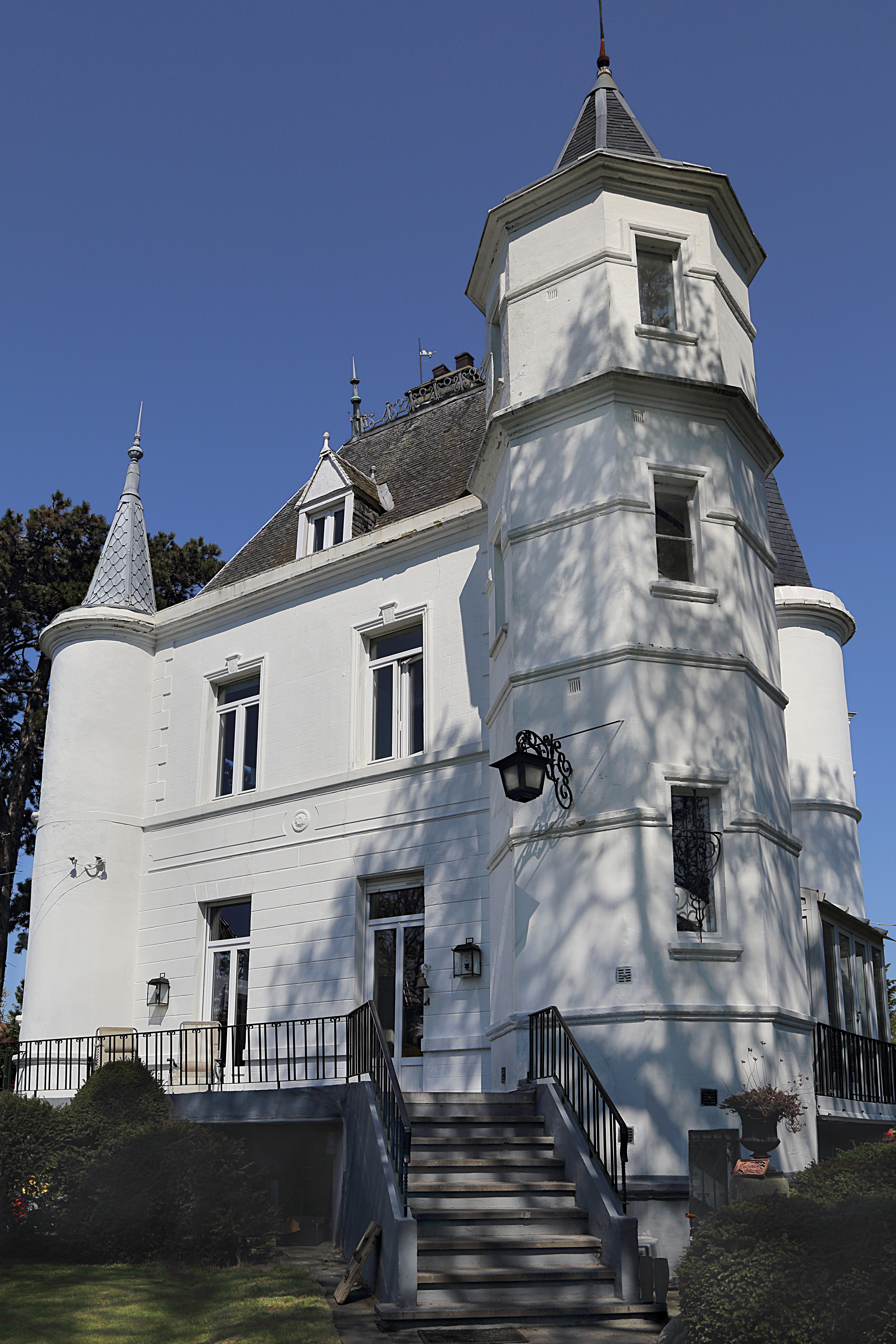
Le château des Tourelles, maison natale de l'artiste.

La famille quitte la Belgique en 1924 pour des raisons fiscales, revend le château et s’installe de l’autre côté de la frontière, à Tourcoing, revenant souvent en Belgique depuis cette localité de France, située à cinq kilomètres de sa ville natale.

La salle principale du centre culturel Marius-Staquet de Mouscron porte son nom ainsi qu'une école primaire du quartier qui l'a vu naître, le Mont-à-Leux.

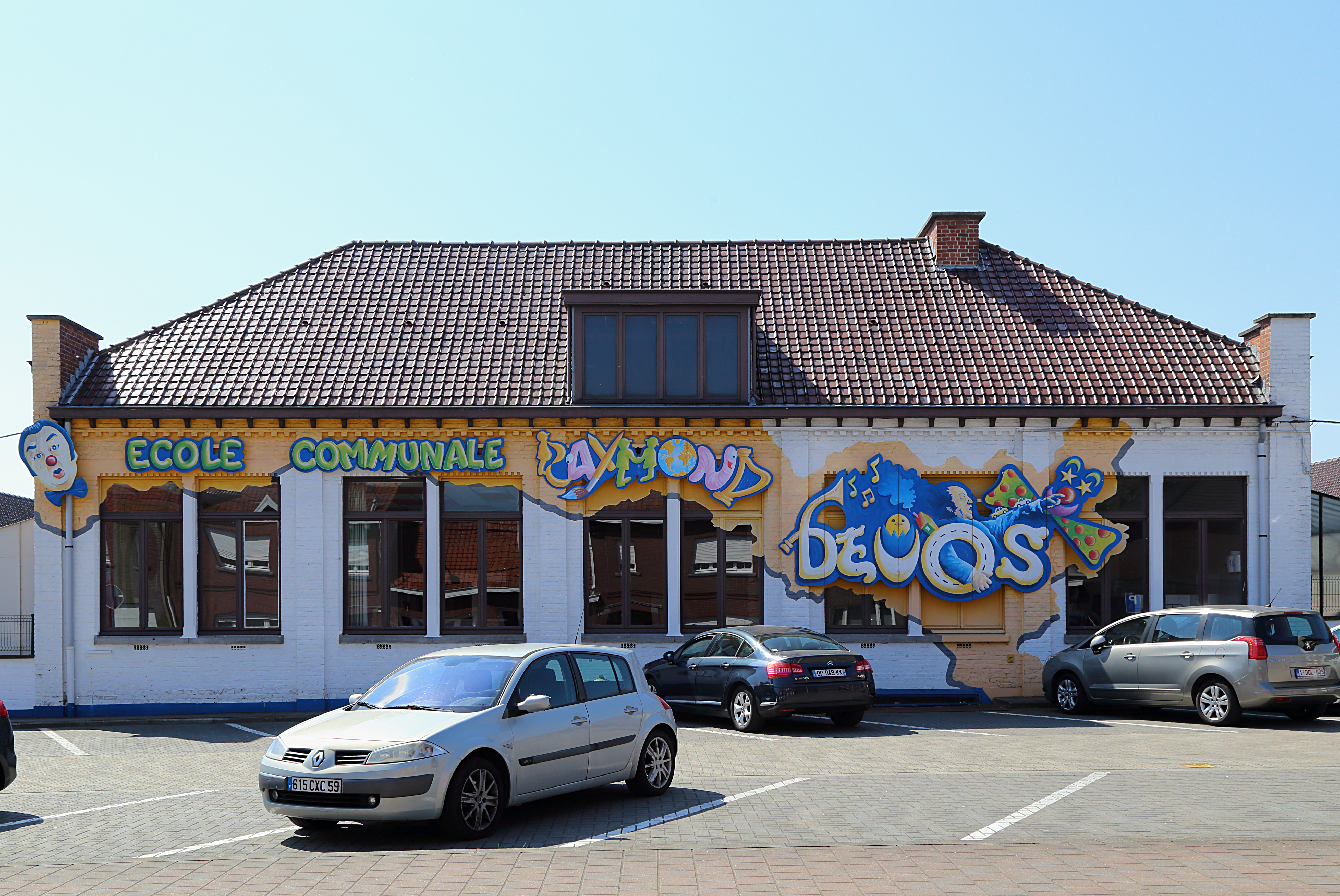
L'école communale Raymond Devos à Mouscron.

Raymond Devos hérite de sa mère sa sensibilité artistique : friande de jeux de mots, elle jouait du violon et de la mandoline. Il se mettra en tête de retrouver ce château natal dont lui a souvent parlé sa mère. Dans son souvenir, c’était un château immense et il commencera par ce que Mouscron avait de plus imposant : le château des Comtes, dont la façade ne lui rappelle rien. Quelqu'un l'orientera vers le château des Tourelles où, au contraire, il se sentira chez lui.

### Formation et débuts
Tout jeune, Raymond Devos découvre son don pour raconter des histoires et captiver son auditoire. Élève à l’Institution libre du Sacré-Cœur à Tourcoing, il doit arrêter ses études à treize ans à cause des ennuis financiers familiaux, devant ainsi renoncer à assouvir sa soif de connaissances. Cela restera comme son plus grand regret et contribuera à une posture d’éternel étudiant, resté fasciné par le savoir.
C’est donc par lui-même qu’il parfait sa culture et sa maîtrise de la langue française et de la musique. Son univers familial le prédispose à jongler avec la musique. Son père joue de l’orgue et du piano, sa mère du violon et de la mandoline, son oncle de la clarinette. Il apprend lui-même à jouer d'instruments divers : la clarinette, le piano, la harpe, la guitare, le concertina, la trompette, la scie musicale, etc..
L'entreprise de son père ayant fait faillite, Raymond et sa famille sont contraints de déménager en banlieue parisienne, où ils vivent dans des conditions difficiles. Avec sa ferme volonté de devenir artiste, il est admiratif des spectacles de rue, comme ceux des forains, place de la Bastille : « Ils retiraient le cadenas qui enchaînait leur matériel à longueur d’année et ils sortaient le tapis, le poids, les instruments pour haranguer la foule : Attention mesdames et messieurs, le spectacle va commencer. »
En attendant d’être artiste, il exerce divers petits métiers, notamment : coursier en triporteur, libraire, crémier aux Halles, où il doit mirer les œufs… Mais pendant la guerre, Raymond Devos est requis par le Service du travail obligatoire (STO). Il garde le moral en proposant des spectacles à ses compagnons grâce aux instruments de fortune qu’il a pu emporter avec lui. « Lorsque j’ai été déporté du travail en Allemagne, je côtoyais quotidiennement des hommes de nationalités différentes. Avec des rudiments de langue allemande, on tentait de se faire comprendre. Mais il y avait aussi les gestes, une attitude, un regard qui ajoutaient aux efforts relationnels. » Il enrichit ainsi son bagage d’une nouvelle expérience, celle de mime, qu’il va parfaire, après guerre, à l’école d’Étienne Decroux, où il rencontre Marcel Marceau,.
Il prend ensuite des cours de théâtre auprès de Tania Balachova et d’Henri Rollan, dont le cours d’art dramatique se tient au Théâtre du Vieux-Colombier. Il joue dans Le Médecin malgré lui et Knock. Pensionnaire de la compagnie Jacques Fabbri, on le voit dans La Vertu en danger, Les Hussards, Les Fantômes, La famille d’Arlequin.

### Carrière

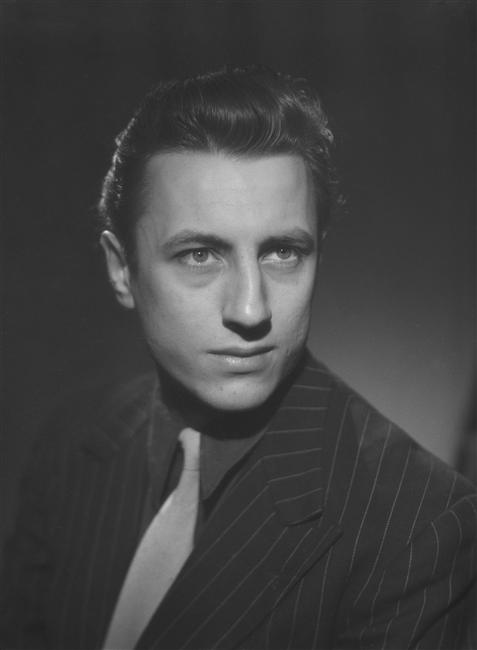
Raymond Devos photographié en 1946 par le studio Harcourt.

En 1948, Raymond Devos monte un numéro burlesque « les trois cousins », avec André Gille et Georges Denis. Les trois partenaires se produisent au club Le Vieux Colombier (club de jazz, distinct du théâtre du Vieux-Colombier) et à La Rose rouge. Un duo avec Robert Verbeke succède ensuite au trio : « Les pinsons » se produisent à l’ABC et aux Trois-Baudets en chantant des parodies comiques de chansons de cow-boy.
Mais c’est au hasard d’une tournée théâtrale des villes-casinos avec la compagnie de Jacques Fabbri, à Biarritz, qu’il découvre l’absurde et le comique de situation. Interrogeant un maître d’hôtel, « Je voudrais voir la mer », il se voit répondre « Vous n’y pensez pas, elle est démontée ». « Quand la remontera-t-on ? » insiste-t-il. « C’est une question de temps »… Ces quatre répliques lui donnent la matière à un sketch, La mer, puis bientôt à un autre, Le car pour Caen.
C’est au cabaret « Le Cheval d’Or », d’abord, puis à L'Écluse et aux « Trois-baudets » qu’il teste ses premiers sketchs et le personnage qui allait, au fil du temps, séduire le public. Remarqué par Maurice Chevalier, il passe en première partie de son spectacle à l’Alhambra et y gagne le début de la consécration. Son sketch Le Plaisir des sens le rend célèbre : « Mais dis-moi laitier, ton lait va tourner ! », apostrophe à laquelle le laitier en question, pris sur un rond-point ne donnant que sur des sens interdits, répond par « T’en fais pas, je fais mon beurre ».
Accompagné d'un fidèle pianiste et partenaire, Jean-Michel Thierry puis Hervé Guido, Raymond Devos multiplie alors les apparitions dans les salles de spectacles et bientôt les plus grandes (Bobino, l'Olympia) se le disputent. Son spectacle s’enrichit sans cesse : mime, comédien, musicien, jongleur, équilibriste sur monocycle, prestidigitateur… Il jongle aussi bien avec de petites balles qu’avec des boules de cinq kilogrammes. Ses prouesses physiques sur scène suscitent l’étonnement puis le rire, en regard de sa silhouette rebondie, avec son pantalon retenu sous le ventre par des bretelles.
Raymond Devos triomphe par la suite à la télévision, dans Italiques face à Georges Mathieu pour la présentation du film La Raison du plus fou de François Reichenbach et sera régulièrement invité par Jacques Chancel dans son Grand Échiquier, avec notamment une émission où Georges Brassens improvise Les Copains d'abord avec Lino Ventura, Raymond Devos et Les Compagnons de la chanson.
Contemporain de Fernand Raynaud, qui partage avec lui sa passion du mime, Raymond Devos a un humour qui peut porter l'auditoire vers des accents métaphysiques (Friedrich Nietzsche), comme lorsqu'il explique que « Si on peut trouver moins que rien, c'est que rien vaut déjà quelque chose » ou que « Pour trois fois rien, on peut déjà acheter quelque chose ».
Ses références littéraires sont Gaston Bachelard et Marcel Aymé. Ses inspirateurs et modèles sont Tristan Bernard, Alphonse Allais, Alfred Jarry, Boris Vian avec lequel Devos a travaillé, Raymond Queneau — sans oublier Charlie Chaplin, Jacques Tati, Pierre Etaix et les grands clowns comme Foottit et Chocolat, Grock, les Fratellini ou Pipo. 
Raymond Devos évoque longuement son maître Étienne Decroux dans l'émission de Jean-Pierre Pagliano « Profils perdus : Étienne Decroux » (France Culture, 5 et 12 novembre 1992)[réf. souhaitée].

### Vie privée et fin de vie
Raymond Devos se marie le 30 avril 1959 avec Simone Beguin, qui meurt en 1999. Le couple n’a pas eu d’enfants.

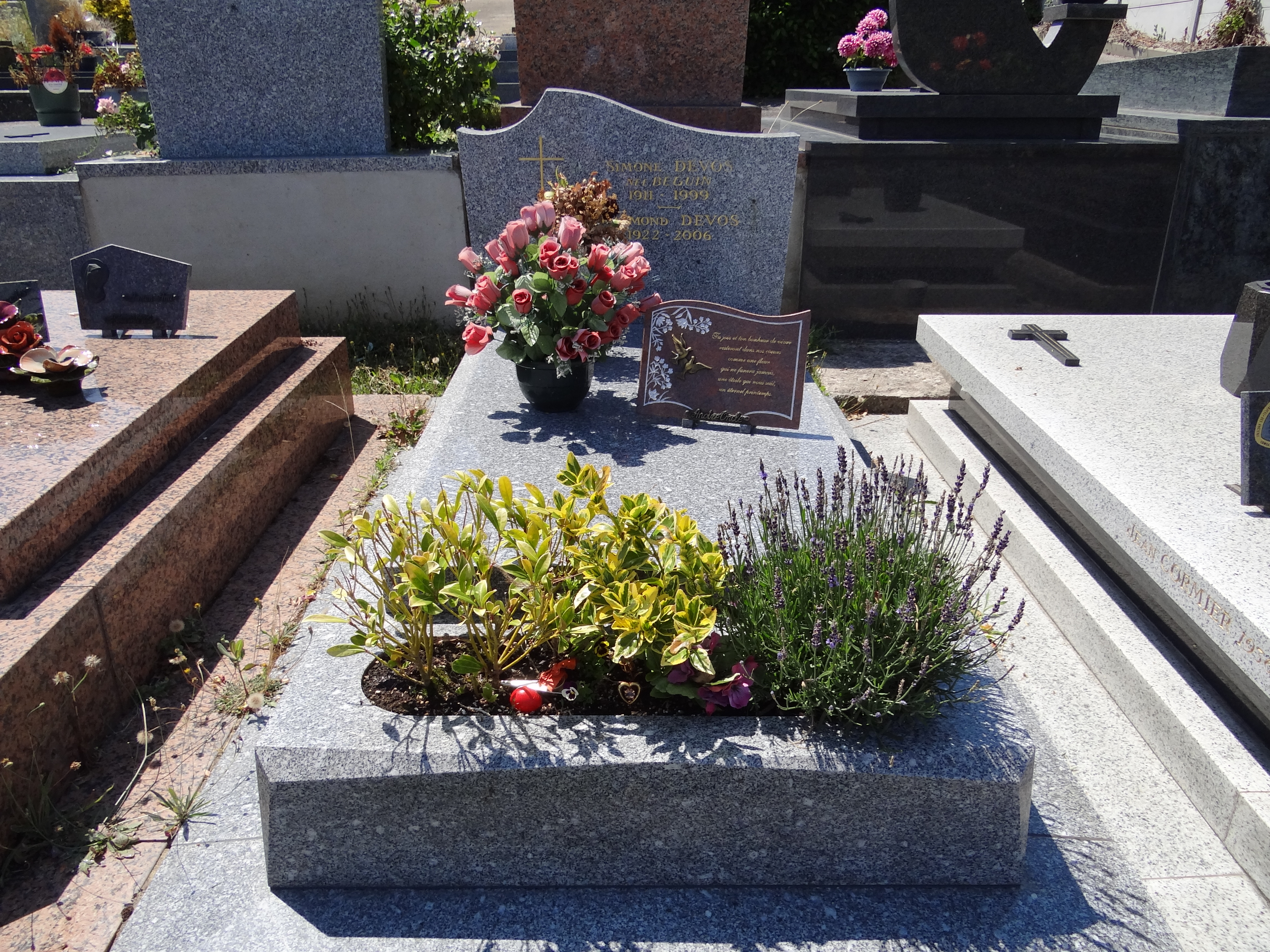
La tombe de Raymond Devos au cimetière de Saint-Rémy-lès-Chevreuse (Yvelines).

Victime d’un accident vasculaire cérébral en décembre 2005, de nouveau hospitalisé en février 2006 pour la même raison à l’hôpital de la Pitié-Salpêtrière à Paris, il meurt chez lui, dans la matinée du 15 juin 2006 des suites d’une crise d’œdème aigu du poumon, entouré de sa sœur Cécile, de son neveu Jean-Louis, et de son secrétaire particulier Pierre Herran. Ses funérailles ont lieu le 19 juin en l’église de Saint-Rémy-lès-Chevreuse (où il résidait depuis 1963), en présence de nombreuses personnalités, au premier rang desquelles le ministre de la Culture Renaud Donnedieu de Vabres.
L’hospitalisation et la succession de Devos donnent lieu à une bataille judiciaire entre la famille de l’humoriste et Marie-Christine Roger alias Samantha Lemonnier. Installée en octobre 2005 au domicile de l'artiste à Saint-Rémy-lès-Chevreuse après qu’il a fait une chute dans sa salle de bains, elle prend en charge la santé du malade, écarte l'entourage qui pourrait s'immiscer entre l’humoriste et elle. Elle prétend avoir été sa dernière compagne, avoir même été sa maîtresse du temps de Simone, mais elle est qualifiée par les experts judiciaires de « théâtrale, mythomane voire affabulatrice » ; elle est condamnée en 2009 pour « usurpation du titre de docteur en médecine ».

### Belge ou Français?
« Devos » en néerlandais signifie « le renard ». Mais Raymond Devos est d’origine française, en témoignent son père né à Tourcoing en 1887, son grand-père Louis Devos, né à Bousbecque en 1841 et sa mère bretonne de Vitré, tous français.
À sa naissance à Mouscron en Belgique, à deux pas de la frontière avec la France, son père le déclare à la maison communale de cette ville où ses parents avaient alors une propriété, le château de Tourelles. Il demeure cependant de nationalité française, comme la loi le permettait à l'époque.
Dans son livre Il n'y a pas de quoi rire, l'humoriste ironise sur cette ambiguïté avec sa verve coutumière : « Je suis né avec un pied en Belgique et un pied en France, c’est pour cela que je marche les pieds écartés. » Il met cependant un terme à cette ambiguïté, dès la ligne suivante : « Moi, je m'appelle Devos. Ça veut dire « renard » en flamand mais je suis français ! Mon pianiste s'appelle Dupont et il est belge… Je sais que j'ai l'air de faire un numéro mais c'est la pure vérité ! Je suis français, j'ai toujours été français et tout le monde me prend pour un Belge, que voulez-vous que je vous dise ? Ce sera ainsi jusqu'à ma mort. ».

## Spectacles

### Liste des sketchs
Par ordre alphabétique
- À la lumière des événements
- À propos
- À tort ou à raison
- Airs de Paris
- Alienor's rag
- Apparition-disparition
- Atome
- Auditions
- Auto-présentation
- Bric à brac
- Ça fait déguisé
- Ça n'a pas de sens
- Ça peut se dire, ça ne peut pas se faire
- Caen
- Campagne de propreté
- Ceinture de sécurité
- Chacun son tour
- Chœurs de la police
- Clarinette molle
- Concertina
- Culture mimique
- Culture physique
- Dans un salon
- Dardanella
- Dégoûtant personnage
- Dissolution de l'orchestre
- Doublé par ses doubles
- Echange de veste
- En aparté
- En coup de vent
- Entre parenthèses
- Et vous demandez si ça va ?
- Face au miroir
- Faites l'amour, ne faites pas la guerre
- Faux pas
- Final
- Gags à gogo
- Genèse délinquante
- Gloire post-mortem
- Grotesque et ridicule
- Hai Kai
- Histoire d'audition
- Il a plus d'imagination
- Il y a des choses bizarres
- Il y a quelqu'un derrière
- Il y en a un de nous quatre
- J'ai des doutes
- J'ai du printemps dans les doigts de pieds
- J'ai le faux rire
- Je déteste être chez moi
- Je me suis fait tout seul
- Je roule pour vous
- Je suis un imbécile
- Je suis un relativiste
- Je zappe
- Jeanne d'Arc
- J'en ris, j'en pleure
- Jésus revient
- Jeu de tomates
- Jeux de mains
- J'fous le camp
- L’hommaginaire
- La chute ascensionnelle
- La course
- La croisière
- La danseuse entre et sort de scène
- La dernière heure
- La descente du LEM
- La fleuriste
- La flûte
- La grande Clémence
- La jota, c'est ça
- La leçon de guitare
- La leçon de guitare (le mari et la femme)
- La leçon du petit motard
- La lecture des journaux
- La mer démontée
- La montre
- La multiplication des bouteilles
- La nature est bien faite
- La part du fou
- La petite formation
- La porte
- La poule
- La protection des espaces vides
- La quatrième dimension
- La survie du squelette
- La télépathie
- La Truite de Schubert
- L'accident assuré
- L'accident évité de justesse
- L'anti-matière
- L'apparition de la parente
- L'artiste
- L'auréole
- L'auteur critique ou un cas de dédoublement
- L'autonomie du Nord
- L'auto-stoppeur
- Le bilboquet
- Le bout du bout
- Le bureau des identités
- Le cavalier sur sa monture
- Le chanteur de charme
- Le clairon
- Le clou, la scie
- Le commissariat
- Le courant d'air
- Le cri d'alarme
- Le doigt cassé
- Le dompteur Jekyll et son lion Hyde
- Le fils d'Abraham
- Le flux et le reflux
- Le Français conscient
- Le gala de la police
- Le grimacier
- Le guide
- Le lever du roi
- Le lion
- Le manège
- Le mille-feuille
- Le montreur de marionnettes
- Le mot de passe
- Le mur d'incompréhension
- Le musicien sur les verres
- Le narcissisme
- Le numéro des œufs sur le plat
- Le parapsychologue et l'artiste
- Le penseur
- Le petit pithécanthrope
- Le petit poussin
- Le petit violon
- Le pied
- Le pied de vigne
- Le plaisir des sens
- Le Pont-Neuf
- Le portier
- Le possédé du percepteur
- Le pot de grès
- Le prix de l'essence
- Le progrès c'est formidable
- Le rire à la clarinette
- Le rire physiologique
- Le rire primitif
- Le savoir-choir
- Le si est là
- Le souffle à dérouler les cors
- Le temps d'une révolution
- Le thon
- Le trombone
- Le trou du souffleur
- Le vendeur chef
- Le vent de la révolte
- Le vieux Léon
- Le vieux prodige
- Le visage en feu
- Les adieux anticipés
- Les antipodes
- Les balles à blanc
- Les cerceaux
- Les chansons que je ne chante pas
- Les choses qui disparaissent
- Les contraventions
- Les deux bouts du clavier
- Les enfants
- Les foulards
- Les gens sont très marqués par ce qu'ils font
- Les langues étrangères
- Les manifestations
- Les neuf veaux
- Les objets inanimés
- Les œufs sur le plat
- Les ombres d'antan
- Les oublis
- Les parcmètres
- Les petites annonces
- Les pieds dans le plat ou le nain et le géant
- Les poches sous les yeux
- Les prénoms
- Les six jours
- Les virages
- L'esprit faussé
- L'esprit malin
- L'état de poussière
- L'étrange comportement de mes plantes
- L'homme existe, je l'ai rencontré
- L'homme qui fait la valise
- L'horoscope
- Lilette
- L'inconnu du 11 novembre
- L'instrument de l'alternance
- L'ombre de soi-même
- L'ordre et le désordre ou le tiercé
- Ma deux bœufs
- Ma femme
- Matière à rire
- Mésaventure extraterrestre
- Métempsychose
- Migraine infernale
- Minorités agissantes
- Mon chien c'est quelqu'un
- Mon lion
- Mon petit train de vie
- Mon temps à moi sur la terre
- Mourir pour vous
- Musique caressante
- Napoléon
- Nounours
- Où courent-ils?
- Ouï-dire (prêter l'oreille)
- Ouverture
- Parler pour ne rien dire
- Parlez-moi d'amour
- Passé décomposé
- Petits travers
- Plaisir d'amour
- Poète et paysan
- Point de tête
- Pour gagner la Marne
- Qu'est-ce qui vous arrive?
- Qui tuer?
- Racisme, xénophobie
- Regards d'intelligence
- Rêver en musique
- Salut l'harpiste
- S'arrêter de vieillir
- Sauver la face
- Sauvetage
- Sens dessus dessous
- Sévère mais juste
- Sex shop
- Show time rag
- Si on m'avait aidé
- Suicide spectaculaire
- Supporter l'imaginaire
- Sursaut
- Suspense
- Tours de clefs
- Tout craque
- Tout va trop vite
- Tricherie
- Tu as les yeux bleus
- Un ange passe
- Vacances
- Welcome on board
- Y'a d'la joie sur fond de tristesse

### Théâtre
- 1948 : Le Cirque aux illusions de René Aubert, mise en scène Jan Doat, Théâtre Mouffetard
- 1949 : La Dame d’Avignon de Jean-Charles Pichon, mise en scène France Guy, Théâtre Mouffetard
- 1950 : Poof d'Armand Salacrou, mise en scène Yves Robert, Théâtre Édouard-VII
- 1953 : Les Hussards de Pierre-Aristide Bréal, mise en scène Jacques Fabbri, Théâtre des Noctambules
- 1954 : Le Fantôme d'après Plaute, mise en scène Jacques Fabbri, Théâtre de l'Atelier
- 1954 : Les Hussards de Pierre-Aristide Bréal, mise en scène Jacques Fabbri, Théâtre des Célestins
- 1955 : La Famille Arlequin de Claude Santelli, mise en scène Jacques Fabbri, Théâtre du Vieux-Colombier
- 1958 : La Galette des rois de Jean-Bernard Marais, mise en scène de l'auteur, Théâtre Lancry
- 1961 : Les Pupitres de Raymond Devos, mise en scène de l'auteur, Théâtre Fontaine
- 1967 : Extra-Muros de Raymond Devos, mise en scène de l'auteur, Théâtre des Variétés

## Publications

### Recueils de sketches
- 1968 : Ça n’a pas de sens
- 1976 : Sens dessus dessous
- 1989 : À plus d’un titre (Pocket)
- 1991 : Matière à rire, l’intégrale (Orban)  (ISBN 978-2855-656083) (regroupe les trois ouvrages précédents)
- 1996 : Un jour sans moi (Plon)
- 2007 : Rêvons de mots (Le Livre de Poche)
- Parler pour ne rien dire
- Ouïe Dire (tiré de À plus d’un titre)
- Jeux de mains

### Romans
- 2002 : Les Quarantièmes délirants, Le Cherche-Midi Éditeur (ainsi qu’en Livre de poche  (ISBN 2-253-15574-8))
- 2003 : Une chenille nommée Vanessa, Le Cherche-Midi Éditeur (avec des dessins de Yves Saint Laurent)
- 2005 : Sans titre de noblesse, Le Cherche-Midi Éditeur

## Filmographie

### Cinéma
- 1957 : La Cravate - court métrage - d'Alejandro Jodorowsky
- 1957 : Ce joli monde de Carlo Rim
- 1958 : Le Sicilien de Pierre Chevalier
- 1959 : Vous n'avez rien à déclarer ?, de Clément Duhour
- 1959 : Le travail c'est la liberté de Louis Grospierre
- 1963 : Tartarin de Tarascon, de Francis Blanche
- 1965 : Pierrot le Fou, de Jean-Luc Godard.
- 1972 : La Raison du plus fou, de Raymond Devos et François Reichenbach, où il est aussi coauteur, dialoguiste et acteur.

### Télévision
- 1958 : Les cinq dernières minutes de Claude Loursais, épisode : Réactions en chaîne (série TV)
- 1958 : Trente-six chandelles, RTF Télévision
- 1959 : La Clé des champs…, RTF Télévision
- 1964 : Pour le plaisir, (Chaîne inconnue)
- 1969 - 1976 : À bout portant, La 1ère
- 1969 : Vocations, RTF Télévision
- 1976 - 1985 : Apostrophes, Antenne 2
- 1977 : 30 millions d'amis, TF1
- 1977 : Un comique né, de Michel Polac
- 1979 : Numéro un, TF1
- 1981 : Quelqu'un, France Régions 3
- 1982 : Troisième rang de face, France Régions 3
- 1983 : Le Grand Échiquier, Antenne 2
- 1983 : Midi 2, Antenne 2
- 1986 : Projection privée, Antenne 2
- 1989 : Figures, Antenne 2
- 1991 : Sacrée Soirée, TF1
- 1992 : Coucou c’est nous !, TF1
- 1993 : La plus belle nuit de l'Olympia, France 2
- 1994 : C'est votre vie, France 2
- 1994 : Studio Gabriel, France 2
- 2008 : Les Grands du rire, France 3
- 2011 : Vive la télé, Paris Première

## Chansons
1. Se coucher tard
2. Conseil d’une Espagnole à son jardinier
3. Souvenir de vacances d’été pourries (Ah quel été !)
4. Le Cordonnier
5. Dernier Soupir
6. Pas de Java
7. À Pierrot (La chanson de Pierrot). Interprète : Félix Leclerc
8. Je hais les haies
9. Sans dessus dessous

## Distinctions

### Récompenses
- Grand prix du disque de l’Académie Charles-Cros (1975)
- Grand prix du théâtre de l’Académie française (1986)
- Trophée de l’humour, au Québec (1987)
- Prix Lumière (premier lauréat du prix récompensant les personnalités du Nord) (1987)
- Molière du meilleur one-man-show (1989)
- Prix du Brigadier (1994) pour son spectacle à l’Olympia et l’ensemble de sa carrière.
- Membre de l'Académie Alphonse-Allais.
- Molière d’honneur (2000)
- Grand prix de l’humour de la SACEM (2001).

### Décorations
- Commandeur de la Légion d'honneur (1995). Officier en 1987
- Reconnaissance du Mérite artistique, Québec (1996)
- Chevalier de l'ordre de Léopold (2000)[23]
- Commandeur de l'ordre national du Mérite
- Commandeur de l'ordre des Arts et des Lettres

## Musée Raymond-Devos

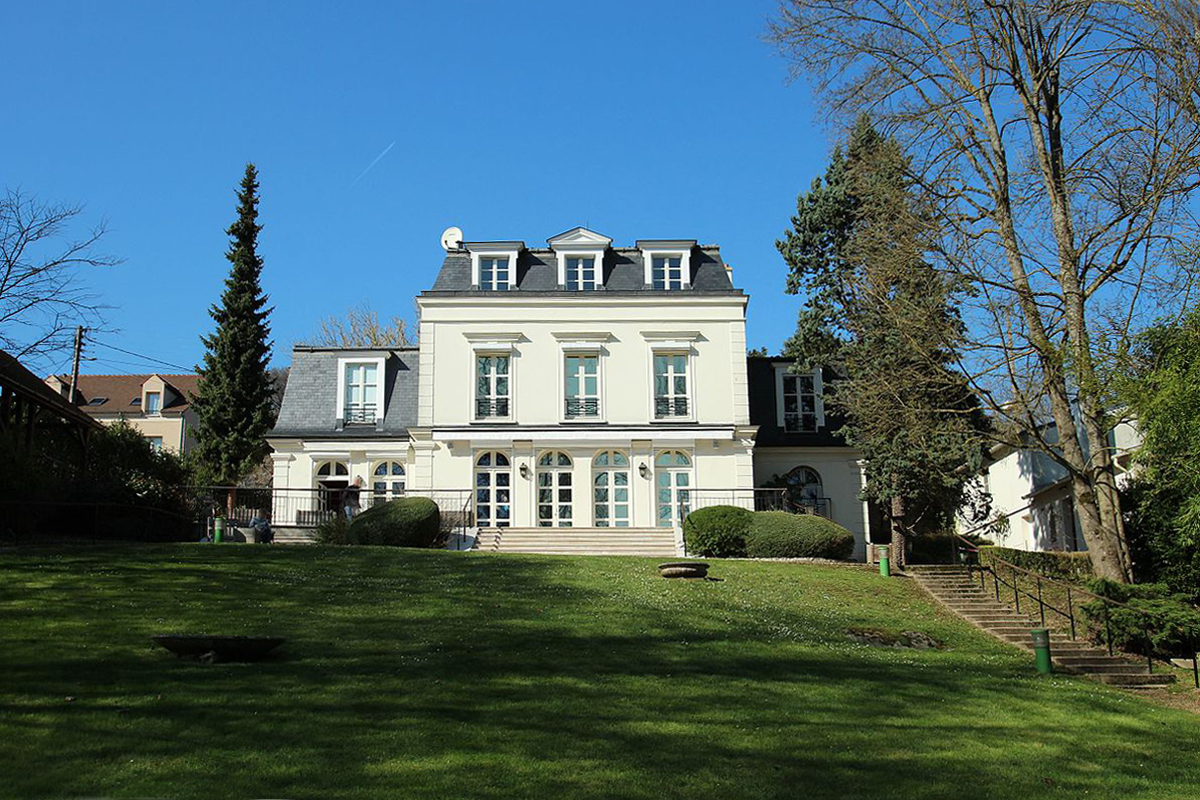
Musée Raymond-Devos à Saint-Rémy-lès-Chevreuse.

La Fondation Raymond-Devos a reconstitué l'univers de l'artiste dans sa maison de Saint-Rémy-lès-Chevreuse (Yvelines) qui devient le Musée Raymond-Devos ouvert au grand public le 16 novembre 2016.

## Hommages
En hommage à Raymond Devos, le sculpteur Daniel Druet réalise une série de portraits en bronze de l'humoriste intitulée « Vers l'éclat ».
En 1981, la Monnaie de Paris a édité une médaille en bronze, œuvre de Nicolas Carrega, dédiée à Raymond Devos.
En 1998, il inaugure sa propre statue à Rochefort (Belgique), dans le cadre du Festival du rire de Rochefort.
En 2003, le ministère de la Culture et de la Communication français crée le prix Raymond-Devos, destiné à récompenser un travail d’excellence autour de la langue française. Ce prix a récompensé Mohamed Fellag (2003), Jean-Loup Dabadie (2004), les Frères Taloche (2005), Pierre Palmade (2006), François Rollin (2009), Vincent Roca (2011), Guillaume Gallienne (2012), François Morel (2013), Stéphane De Groodt (2014), Jean-Jacques Vanier (2015), Jacques Bonnaffé (2016), Alex Lutz (2022) et Muriel Robin (2022 : Prix du centième anniversaire de Raymond Devos).
Deux écoles primaires à Mouscron et Saint-Hilaire-de-Chaléons, ainsi qu'un collège à Hem portent son nom. 
Une revue annuelle s'intitulant Raymond consacrée aux humoristes est publiée depuis 2022. Son titre est un hommage à Raymond Devos,.

#### Vidéos
- Dossier Devos sur ina.fr (ainsi que vidéos)
- Devos et l'absurde, document vidéo de la Radio télévision suisse, daté de 1974.

#### Bases de données et notices
- Ressources relatives à la musique :   - Discogs
  - Last.fm
  - MusicBrainz
  - Muziekweb
- Ressources relatives au spectacle :   - Archives suisses des arts de la scène
  - Les Archives du spectacle
  - Kunstenpunt
- Ressources relatives à l'audiovisuel :   - Allociné
  - IMDb
  - Unifrance
- Ressource relative à la littérature :   - Académie française (lauréats)
- Ressource relative à plusieurs domaines :   - Radio France
- Ressource relative à la bande dessinée :   - BD Gest'
- Notices dans des dictionnaires ou encyclopédies généralistes :   - Gran Enciclopèdia Catalana
  - Universalis
- Notices d'autorité :   - VIAF
  - ISNI
  - BnF (données)
  - IdRef
  - LCCN
  - GND
  - Espagne
  - Belgique
  - Pays-Bas
  - Pologne
  - Israël
  - NUKAT
  - Tchéquie